# أنيليمة ثلاثية البذور
أنيليمة ثلاثية البذور (الاسم العلمي: Aneilema trispermum) هي نوع من النباتات تتبع جنس الأنيليمة من الفصيلة الوعلانية.